# Kingston (Oklahoma)
Kingston es un pueblo ubicado en el condado de Marshall en el estado estadounidense de Oklahoma. En el año 2010 tenía una población de 1601 habitantes y una densidad poblacional de 355,78 personas por km².

## Geografía
Kingston se encuentra ubicado en las coordenadas 34°0′1″N 96°43′16″O / 34.00028, -96.72111 (34.000146, -96.721133).

## Demografía
Según la Oficina del Censo en 2000 los ingresos medios por hogar en la localidad eran de $22,429 y los ingresos medios por familia eran $30,259. Los hombres tenían unos ingresos medios de $25,278 frente a los $18,403 para las mujeres. La renta per cápita para la localidad era de $11,850. Alrededor del 22.8% de la población estaban por debajo del umbral de pobreza.